# 安克帖木兒
安克帖木儿（14世纪？—1405年），明朝哈密国王，蒙古贵族，元朝肃王兀纳失里弟弟。
生年没有记载。明朝洪武后期，兄长逝世，继为肃王。明成祖即位，遣使赴哈密抚谕，许其以马市易。永乐元年（1403年），遣使马哈木沙、浑都思等到京师。贡马190匹，市马4000余匹。次年六月，复贡请封。受封忠顺王，因归附明朝，蒙古可汗鬼力赤所忌，被毒死。妻子归依鬼力赤。明朝派遣官员赐祭。